# Eremo di Montefano
L'eremo di Montefano, o monastero di San Silvestro in Montefano, presso Fabriano, è un monastero benedettino della congregazione silvestrina.

## Storia
L'eremo, dedicato a san Benedetto, fu fondato nel 1231 da san Silvestro Guzzolini in una zona boscosa presso la sorgente di Fonte Vembrici, nei pressi di Fabriano, su un terreno donato da quattro benefattori.
Le proprietà dell'eremo si estesero rapidamente e nel 1244 il comune di Fabriano gli concesse un terreno edificabile nel centro cittadino, dove furono edificati prima un ospizio destinato ai monaci che dall'eremo scendevano in città, poi una chiesa monumentale.
I primi monaci di Monte Fano vivevano di questua, poi ottennero dei possedimenti in località Ponte del Gualdo con case e mulini, destinati anche alla produzione di carta.
Un incendio doloso appiccato da alcuni banditi nel 1390 danneggiò notevolmente le strutture originali: la comunità monastica si trasferì, con le reliquie del fondatore, nella chiesa di San Benedetto entro le mura cittadine, lasciando a custodia dell'eremo un sacerdote.
L'eremo di Montefano, per il suo prestigio di proto-cenobio dei monaci silvestrini, fu fatto riedificare nel 1443 da papa Eugenio IV a opera dei monaci di San Biagio in Caprile. L'eremo recuperò così il suo primato spirituale e prese a essere chiamato San Silvestro; il priore generale della congregazione continuò comunque a risiedere nel monastero urbano di San Benedetto.
Nel 1810 Montefano fu soppresso come tutte le case religiose ma l'abate generale ottenne di poter continuare a risiedere nell'eremo; nel 1866 il monastero fu definitivamente soppresso e nel 1873 i fabbricati furono messi in vendita dal governo italiano.
Con i fondi forniti dei silvestrini d'Italia e del Ceylon, l'abate Lorenzo Lorenzetti riuscì a riacquistare l'eremo e il bosco circostante e nel 1875 fu ricostituita la comunità monastica. Il noviziato fu riaperto nel 1881.